# مايج سنكلير
مايج سنكلير (بالإنجليزية: Madge Sinclair)‏ (و. 1938 – 1995 م) هي ممثلة مسرحية، وممثلة أفلام، وممثلة تلفزيونية، وعارضة، وممثلة صوت أمريكية، ولدت في كينغستون، بدأت مشوارها المهني سنة 1966، توفيت في لوس أنجلوس، عن عمر يناهز 57 عاماً، بسبب ابيضاض الدم.

## وصلات خارجية
- مايج سنكلير على موقع IMDb (الإنجليزية)
- مايج سنكلير على موقع روتن توميتوز (الإنجليزية)
- مايج سنكلير على موقع ألو سيني (الفرنسية)
- مايج سنكلير على موقع تيرنر كلاسيك موفيز (الإنجليزية)
- مايج سنكلير على موقع أول موفي (الإنجليزية)
- مايج سنكلير على موقع قاعدة بيانات الأفلام السويدية (السويدية)
- مايج سنكلير على موقع إن إن دي بي (الإنجليزية)
- مايج سنكلير على موقع قاعدة بيانات الفيلم (الإنجليزية)
- مايج سنكلير على موقع كينوبويسك (الروسية)